# Bug-Jargal
Bug-Jargal è un romanzo di Victor Hugo scritto nel 1818, a volte stampato con il sottotitolo La rivolta dei negri a San Domingo.
Dal romanzo è stata tratto nel 1890 un melodramma in quattro atti, con i soli tre personaggi protagonisti, su musica di José Candido da Gama Malcher (1853-1921) e testi di Vincenzo Valle (1857-1890).

## Storia editoriale
Primo romanzo scritto dall'autore, composto all'età di sedici anni, nasce da un gioco letterario proposto da Hugo al "Banquet Littéraire", un circolo letterario parigino a cui partecipava assieme ai fratelli e ad altri giovani scrittori. Il gioco consisteva nell'immaginare che alcuni ufficiali, in attesa di una battaglia, si distraessero raccontando a turno una storia. L'unico a terminare il racconto nei quindici giorni previsti fu Hugo. Il manoscritto, conservato alla Biblioteca nazionale di Francia porta la data di aprile 1819 (ma i rimaneggiamenti sullo stesso sono del 1825). Una prima stampa avvenne in 5 puntate sulla rivista "le Conservateur littéraire" (marzo-giugno 1820). Sette anni più tardi la storia fu rimaneggiata dall'autore e pubblicata anonimamente in volume (1826). Una successiva edizione (1829) aggiunse la divisione in capitoli (in tre volumi capp. 1–18, 1-19 e 1-21) e il nome in frontespizio, unificati quindi in 58 capitoli nell'edizione Eugène Renduel (1832), nella forma in cui si presenta ancora oggi.
Hugo fu ispirato probabilmente da Adonis ou le Bon Nègre (1798), romanzo di Jean-Baptiste Picquenard, e certamente dalla rivoluzione di Haiti (dal 14 agosto 1791 al 18 novembre 1803) che portarono all'indipendenza nel 1804 (ratificata in Francia nel 1825, pochi mesi prima dell'uscita del volume, anche se la schiavitù nell'isola fu ufficialmente abolita nel febbraio 1794).

## Trama
Nella colonia francese di Santo Domingo in una piantagione, nel 1791, uno schiavo di nome Pierrot s'innamora in segreto della figlia del suo padrone, Maria, fidanzata però a un tale Leopoldo d'Auverney, capitano. Quando, in occasione del loro matrimonio, scoppia una rivolta, Maria viene rapita e Leopoldo si getta alla sua ricerca ma viene catturato dagli insorti e potrebbe essere ucciso se non venisse salvato da uno dei rivoltosi, Bug-Jargal, principe africano (che poi è Pierrot), il quale lo conduce dalla ragazza. Si capisce che lei, quando è stata rapita, è stata invece salvata dalla collera omicida dei rivoltosi. Una volta messi in contatto i due, Bug-Jargal poteva anche fuggire, ma ha deciso nobilmente di tornare e farsi catturare (anche perché per accompagnare d'Auverney dalla bella Maria, aveva lasciato in ostaggio dieci suoi compagni). Quindi viene fucilato.
Altri personaggi di rilievo sono Biassou, grottesco capo di un'altra banda di insorti, Habibrah, buffone nero che odia i propri padroni (in qualche modo modello del successivo Triboulet in Il re si diverte) e il cane affezionato di Pierrot.

## Edizioni
- trad. anonima, Truffi, Milano 1834 pp. 216
- trad. anonima, Stasi, Napoli 1837, pp. 101 [edizione ridotta]
- trad. anonima, Ferrario, Milano 1864, 2 voll., 114 e 115 pp.
- trad. anonima, Treves, Milano 1882, pp. 309
- trad. anonima, Sonzogno, Milano 1883, pp. 208
- trad. anonima, Bietti, Milano 1907, pp. 203
- trad. anonima, Quattrini, Firenze 1928, pp. 157 [edizione ridotta]
- trad. di Renato Colantuoni, Barion, Sesto San Giovanni (MI) 1929, pp. 188
- trad. di Giulio D. Leoni, Di Polemica, Bologna 1932, pp. 279
- trad. di Gioberto Luziani, Nerbini, Firenze 1935, pp. 239
- trad. di Rocco Davì, Barbieri, Milano 1945, pp. 301
- trad. di Adriano Lami, Rizzoli, Milano 1965, pp. 169; n. ed. 2002 ISBN 88-17-12783-3 ISBN 978-88-17-12783-7
- trad. di Giovanni Delle Donne, Ferraro, Pozzuoli 2007, pp. 199 [edizione ridotta]